# Mahoney's Last Stand
| Recensione              | Giudizio |
| ----------------------- | -------- |
| AllMusic                | [ 3 ]    |
| Robert Christgau        | B-       |
| Dizionario del Pop-Rock | [ 5 ]    |
| 24.000 dischi           | [ 6 ]    |

Mahoney's Last Stand è un album in studio collaborativo di Ron Wood e Ronnie Lane (ex membri dei Faces), pubblicato nel settembre del 1976.
Colonna sonora dell'omonimo film canadese (negli Stati Uniti uscì con il titolo Mahoney's Estate).

## Tracce

### LP
Lato A
1. Tonight's Number – 3:10 (Ron Wood, Ronnie Lane)
2. From the Late to the Early – 3:36 (Ron Wood, Ronnie Lane)
3. Chicken Wire – 2:00 (Ron Wood, Ronnie Lane)
4. Chicken Wired – 3:45 (Ron Wood, Ronnie Lane)
5. I'll Fly Away – 0:31 (Tradizionale, arrangiamento di Ron Wood e Ronnie Lane)
6. Title One – 3:42 (Ron Wood, Ronnie Lane)
7. Just for a Moment (Strumentale) – 2:55 (Ron Wood, Ronnie Lane)

Lato B
1. 'Mona' the Blues – 4:27 (Ron Wood, Ronnie Lane)
2. Car Radio – 4:50 (Ron Wood, Ronnie Lane)
3. Hay Tumble – 2:55 (Ron Wood, Ronnie Lane)
4. Woody's Thing – 1:45 (Ron Wood, Ronnie Lane)
5. Rooster Funeral – 3:55 (Ron Wood, Ronnie Lane)
6. Just for a Moment – 2:55 (Ron Wood, Ronnie Lane)

### CD
Edizione CD del 1998, pubblicato dalla New Millennium Communications (PILOT 29)
1. Car Radio – 4:49 (Ron Wood, Ronnie Lane)
2. Tonight's Number – 3:10 (Ron Wood, Ronnie Lane)
3. From the Late to the Early – 3:36 (Ron Wood, Ronnie Lane)
4. Chicken Wire – 2:00 (Ron Wood, Ronnie Lane)
5. Chicken Wired – 3:45 (Ron Wood, Ronnie Lane)
6. I'll Fly Away – 0:31 (Tradizionale, arrangiamento di Ron Wood e Ronnie Lane)
7. Title One – 3:42 (Ron Wood, Ronnie Lane)
8. Just for a Moment (Strumentale) – 2:55 (Ron Wood, Ronnie Lane)
9. 'Mona' the Blues – 4:27 (Ron Wood, Ronnie Lane)
10. Hay Tumble – 2:55 (Ron Wood, Ronnie Lane)
11. Woody's Thing – 1:45 (Ron Wood, Ronnie Lane)
12. Rooster Funeral – 3:55 (Ron Wood, Ronnie Lane)
13. Just for a Moment – 2:55 (Ron Wood, Ronnie Lane)
14. Insurance – 4:05 (Ron Wood, Ronnie Lane) – Traccia bonus
15. Safety Pin Queen – 3:31 (Ronnie Lane) – Traccia bonus
16. Anymore for Anymore – 2:04 (Ronnie Lane) – Traccia bonus
17. C&W Number – 2:03 (Ronnie Lane, Rod Stewart) – Traccia bonus
18. My Fault – 3:10 (Ron Wood, Rod Stewart, Ian McLagan) – Traccia bonus

## Musicisti
Tonight's Number
- Ron Wood - chitarra
- Ronnie Lane - basso
- Pete Townshend - chitarra
- Ian McLagan - piano
- Bobby Keys - strumento a fiato
- Jim Price - strumenti a fiato, sassofono baritono, corno solo
- Kenney Jones - batteria

From the Late to the Early
- Ron Wood - chitarra, armonica, voce
- Ronnie Lane - chitarra, voce
- Benny Gallagher - basso
- Bruce Rowlands - batteria

Chicken Wire
- Ron Wood - chitarra
- Ronnie Lane - banjo
- Ian McLagan - harmonium
- Rick Grech - basso
- Bruce Rowlands - batteria

Chicken Wired
- Ron Wood - chitarra, voce
- Ronnie Lane - basso, banjo, voce
- Ian McLagan - piano
- Bruce Rowlands - batteria

I'll Fly Away
The Wood / Lane Vocal Ensemble: Ronnie Wood, Ronnie Lane, Glyn Johns, Bruce Rowlands, Billy Nicholls
Title One
- Ron Wood - chitarra
- Ronnie Lane - basso, chitarra, percussioni
- Bobby Keys - strumento a fiato
- Jim Price - strumento a fiato
- Bruce Rowlands - batteria

Just for a Moment
- Ron Wood - basso, chitarra, armonica
- Ronnie Lane - chitarra, percussioni
- Bruce Rowlands - batteria

'Mona' the Blues
- Ron Wood - chitarre, armonica, voce
- Ronnie Lane - basso
- Rick Grech - batteria

Car Radio
- Ron Wood - chitarre
- Ronnie Lane - basso
- Ian McLagan - piano
- Bobby Keys - sassofono tenore
- Bruce Rowlands - batteria
- Pete Townshend - percussioni

Hay Tumble
- Ron Wood - basso, chitarra, armonica
- Ronnie Lane - chitarra
- Rick Grech - violino
- Micky Waller - percussioni

Woody's Thing
- Ron Wood - chitarre
- Ian Stewart - piano
- Bruce Rowlands - batteria

Rooster Funeral
- Ron Wood - chitarre, voce
- Ronnie Lane - voce
- Rick Grech - violino

Just for a Moment
- Ron Wood - chitarra, armonica, voce
- Ronnie Lane - basso, percussioni, voce
- Bruce Rowlands - batteria

Note aggiuntive
- Glyn Johns - produttore
- Registrazioni effettuate al Olympic Studios di Londra, Inghilterra
- Glyn Johns - ingegnere delle registrazioni[8]